# ザルツブルク - ランプレヒツハウゼン線
ザルツブルク - ランプレヒツハウゼン線（ドイツ語: Bahnstrecke Salzburg–Lamprechtshausen）は、ザルツブルク地方鉄道の鉄道線の名称である。路線番号は210。

## 運行形態
普通について説明する。

### 普通
- S1系統：　ザルツブルク～ランプレヒツハウゼン
30分間隔で運行する。夕方のオーバーンドルフ以南は15分間隔の運行となっている。

過去の運行系統
- ランプレヒツハウゼン → ビュアモース → オスターミーティンク
- オスターミーティンク → ビュアモース → ランプレヒツハウゼン → ビュアモース → ザルツブルク
オースターミーティンク方面との直通列車で、休日の深夜のみ、一日1本ずつ運行していた。2022年度限りで廃止。

### 過去の運行種別
- 快速(LEX)
  - ザルツブルク - ビュアモース - オースターミーティンク　【平日運行】
原則オースターミーティンク方面に直通していた。朝は、オスターミーティンク→ビュアモース→ザルツブルクの系統が30分間隔で運行していた。うち半数は、ランプレヒツハウゼン始発の車両を併結していた。日中は運行せず、午後は2時間毎、夕方は30分毎にザルツブルク→ビュアモース→オースターミーティンクの系統が運行していた。停車駅は、ザルツブルク、イツリング、ベルクハイム、アンテリング、ヴァイトヴェルト・ヌスドルフ、オーバーンドルフ、ビュアモースで、午後・夕方の北行はザルツブルク～アンテリンク間各駅に停車し、ヴァイトヴェルト・ヌスドルフを通過していた。南行の一部はベルクハイムを通過していた。ビュアモースでは、始発のランプレヒツハウゼン行普通に接続していた。
2018-21年度は、ザルツブルク方面行も一部がヴァイトヴェルト・ヌスドルフを通過していた（オースターミーティンク方面は全列車通過）。
2022年度限りで廃止。

## 駅一覧
以下では、オーストリア国鉄210号線の駅と営業キロ、停車列車、接続路線などを一覧表で示す。
- 種別
  - S1：普通
- 停車駅
  - ■印：全列車停車
  - ●印：一部通過
  - ○印：一部通過
  - ｜印：全列車通過

| 路線名 | 駅名                           | 駅間営業キロ | 累計営業キロ | S1 | 接続路線 | 所在地         | 所在地             |
| ------ | ------------------------------ | ------------ | ------------ | -- | --- | -------------- | ------------------ |
| 210    | ザルツブルク本駅               | -            | -0.1         | ■  | オーストリア国鉄 101号線（ウィーン方面）、200号線（シュヴァルツァハ方面） ドイツ国鉄 951号線（ブレゲンツ/ミュンヘン方面） | ザルツブルク州 | ザルツブルク市     |
| 210    | ザルツブルク・イツリンク駅     | 1.0          | 0.9          | ■  | | ザルツブルク州 | ザルツブルク市     |
| 210    | マリア・プライン・プライン橋駅 | 0.8          | 1.7          | ■  | | ザルツブルク州 | ザルツブルク市     |
| 210    | ハーゲナウ駅                   | 0.8          | 2.5          | ■  | | ザルツブルク州 | ザルツブルク市     |
| 210    | ベルクハイム駅                 | 1.0          | 3.5          | ■  | | ザルツブルク州 | ザルツブルク市     |
| 210    | シュラハトホフ駅               | 0.9          | 4.4          | ■  | | ザルツブルク州 | ザルツブルク市     |
| 210    | ムンティグル駅                 | 1.1          | 5.5          | ■  | | ザルツブルク州 | ザルツブルク郊外郡 |
| 210    | ジッガーヴィーゼン駅           | 1.0          | 6.5          | ■  | | ザルツブルク州 | ザルツブルク郊外郡 |
| 210    | アンテリンク駅                 | 2.0          | 8.5          | ■  | | ザルツブルク州 | ザルツブルク郊外郡 |
| 210    | アーハーティンク駅             | 1.5          | 10.0         | ■  | | ザルツブルク州 | ザルツブルク郊外郡 |
| 210    | パービンク駅                   | 3.9          | 13.9         | ■  | | ザルツブルク州 | ザルツブルク郊外郡 |
| 210    | ヴァイトヴェルト・ヌスドルフ駅 | 1.0          | 14.9         | ■  | | ザルツブルク州 | ザルツブルク郊外郡 |
| 210    | オイヒテンジードルング駅       | 1.1          | 16.0         | ■  | | ザルツブルク州 | ザルツブルク郊外郡 |
| 210    | オーバーンドルフ町駅           | 1.0          | 17.0         | ■  | | ザルツブルク州 | ザルツブルク郊外郡 |
| 210    | オーバーンドルフ駅             | 0.6          | 17.6         | ■  | | ザルツブルク州 | ザルツブルク郊外郡 |
| 210    | ツィーゲルハイデン駅           | 1.8          | 19.4         | ■  | | ザルツブルク州 | ザルツブルク郊外郡 |
| 210    | アーンスドルフ駅               | 1.9          | 21.3         | ■  | | ザルツブルク州 | ザルツブルク郊外郡 |
| 210    | ビュアモース駅                 | 1.7          | 23.0         | ■  | オースターミーティンク方面                                                                                                | ザルツブルク州 | ザルツブルク郊外郡 |
| 210    | ツェーメモース駅               | 1.2          | 24.2         | ■  | | ザルツブルク州 | ザルツブルク郊外郡 |
| 210    | ランプレヒツハウゼン駅         | 0.9          | 25.1         | ■  | | ザルツブルク州 | ザルツブルク郊外郡 |